# Astegopteryx esakii
Astegopteryx esakii är en insektsart. Astegopteryx esakii ingår i släktet Astegopteryx och familjen långrörsbladlöss. Inga underarter finns listade i Catalogue of Life.